# Elisabeth von Brandenburg-Ansbach-Kulmbach

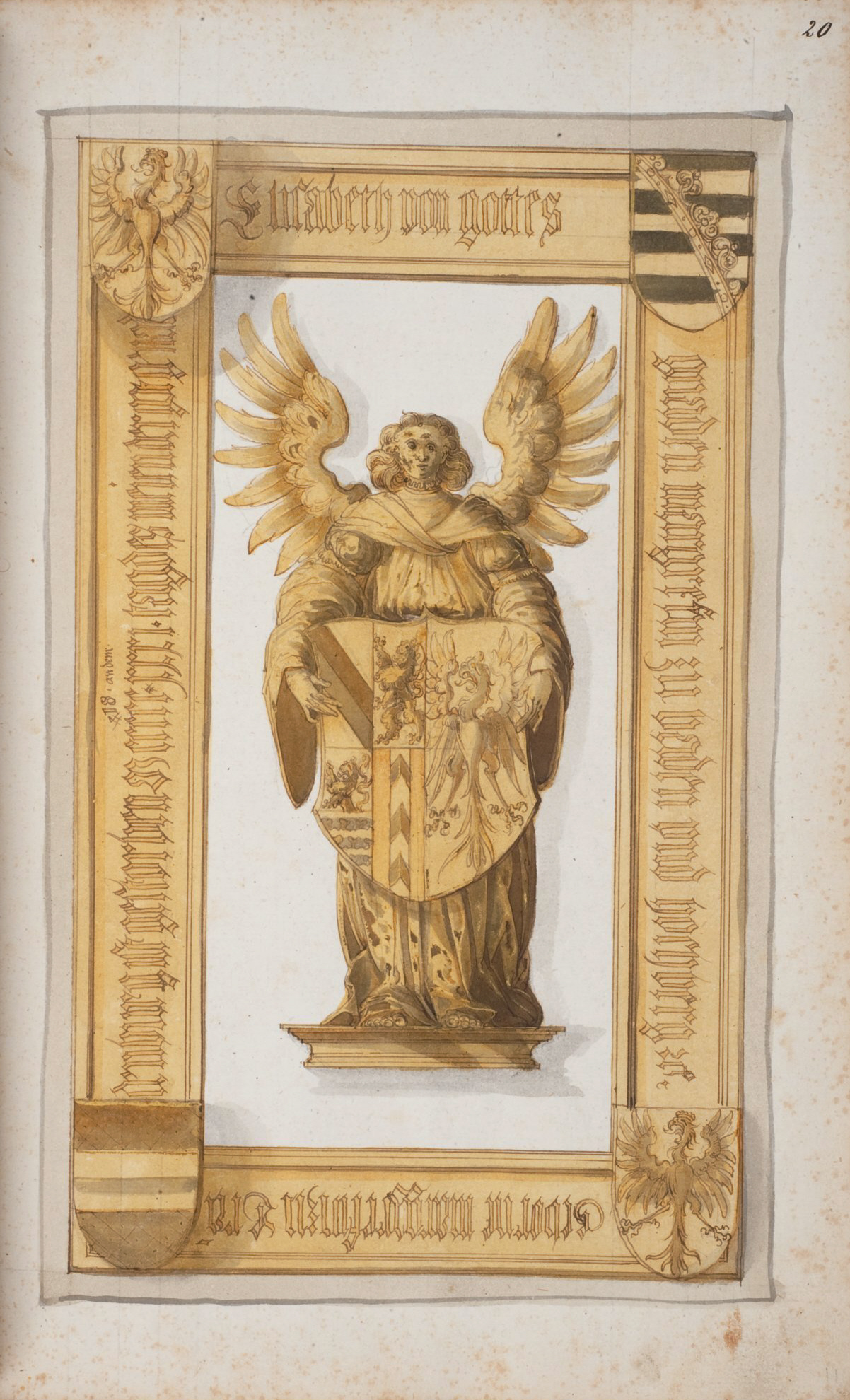
Epitaph in der Handschrift Memoriae posteritatique inclytae domus Wirtembergicae sacrum von 1583

Elisabeth von Brandenburg-Ansbach (* 25. März 1494 in Ansbach; † 31. Mai 1518 in Pforzheim) war eine Prinzessin von Brandenburg-Ansbach und durch Heirat Markgräfin von Baden.

## Leben
Elisabeth war eine Tochter des Markgrafen Friedrich des Älteren von Brandenburg-Ansbach und Bayreuth (1460–1536) aus dessen Ehe mit Sophia von Polen (1464–1512), Tochter des Königs Kasimir IV. von Polen.
Sie heiratete am 29. September 1510 in Pforzheim Markgraf Ernst von Baden (1482–1553). Gemeinsam mit seiner Gemahlin, einer Enkeltochter des mächtigen brandenburgischen Kurfürsten Albrecht Achilles, gelang es Ernst Druck auf seinen Vater  auszuüben, ihn schließlich 1515 abzusetzen und das Land mit seinen Brüdern zu teilen.
Elisabeth ist in der Stiftskirche von Stuttgart bestattet. Nach dem Tod von Elisabeth ging Ernst hintereinander noch zwei morganatische Ehen ein.

## Nachkommen
Aus ihrer Ehe hatte Elisabeth folgende Kinder:
- Albrecht (1511–1542)
- Anna (1512–1579)

⚭ 1537 Graf Karl I. von Hohenzollern (1516–1576)
- Amalie (1513–1594)

⚭ 1561 Graf Friedrich II. von Löwenstein (1528–1569)
- Marie Jakobäa (1514–1592)

⚭ 1577 Graf Wolfgang II. von Barby (1531–1615)
- Marie Cleopha (1515–1580)

⚭ 1548 Graf Wilhelm von Sulz († um 1566)
- Elisabeth (1516–1568)

⚭ 1. 1533 Graf Gabriel von Salamanca-Ortenburg (1489–1539)
⚭ 2. 1543 Graf Konrad II. von Castell (1519–1577)
- Bernhard (1517–1553)